# 南希·梅斯
南希·露斯·梅斯（英語：Nancy Ruth Mace，1977年12月4日—）是美国商人及共和黨籍的政治人物，現為代表南卡羅萊納州第一國會選區的聯邦眾議員。
梅斯於2018年到2020年期間擔任南卡羅來納州眾議院第99區議員，範圍涵蓋哈那汗、芒特普林森東北部及丹尼爾島，是南卡羅來納州首位當選國會議員的共和黨女議員。
梅斯曾為當勞·特朗普2016年總統競選活動工作，但強烈譴責他圍繞1月6日国会山骚乱採取的行動。然而，她最終投票反對彈劾他，並於2024年在共和黨總統初選中支持他。

## 早年生活、教育和職業
1977年梅斯出生于美国北卡罗来纳州自由堡，父親是美國陸軍准將詹姆斯·埃默里·梅斯（James Emory Mace），母親是教師安妮·梅斯（Anne Mace）。1999年，梅斯成為第一位從要塞軍校學員計畫畢業的女性，並獲得了工商管理學位。梅斯寫了《與男人為伴：要塞裡的女人》（西蒙與舒斯特，2001年），講述了這段經歷。梅斯其後在喬治亞大學獲得了新聞與大眾傳播碩士學位。
2008年，梅斯創辦了一家名為「The Mace Group」的公關和顧問公司。
2007年梅斯成為FITSNews網站的共同所有者，並於同年開始為該網站工作，但於2013年出售了自己的股份。

## 政治生涯

### 早期

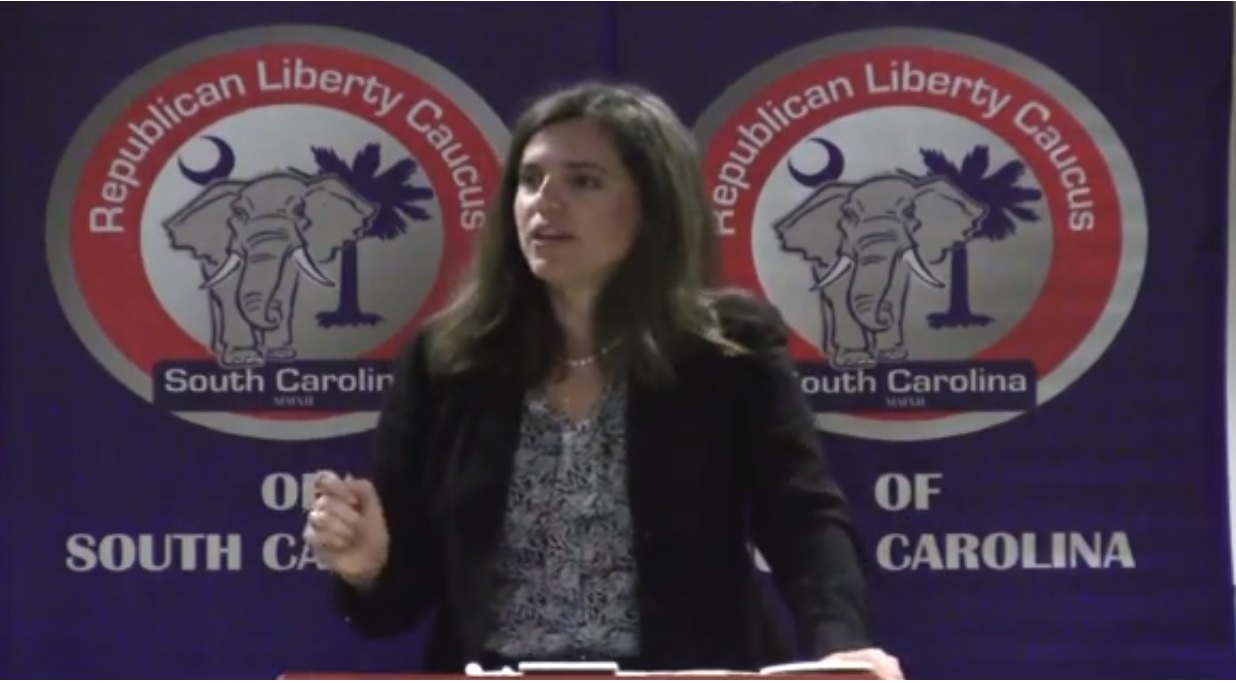
2013年的梅斯

2012年，梅斯自願參加共和黨總統初選候選人羅恩·保羅的競選活動。2013年8月，梅斯宣布參加2014年南卡羅來納州美國參議院共和黨提名選舉。她在2014年6月10日的初選中败於林賽·格雷厄姆。
梅斯在2016年作為競選現場主任支持特朗普的總統競選活動。

### 南卡州眾議院議員

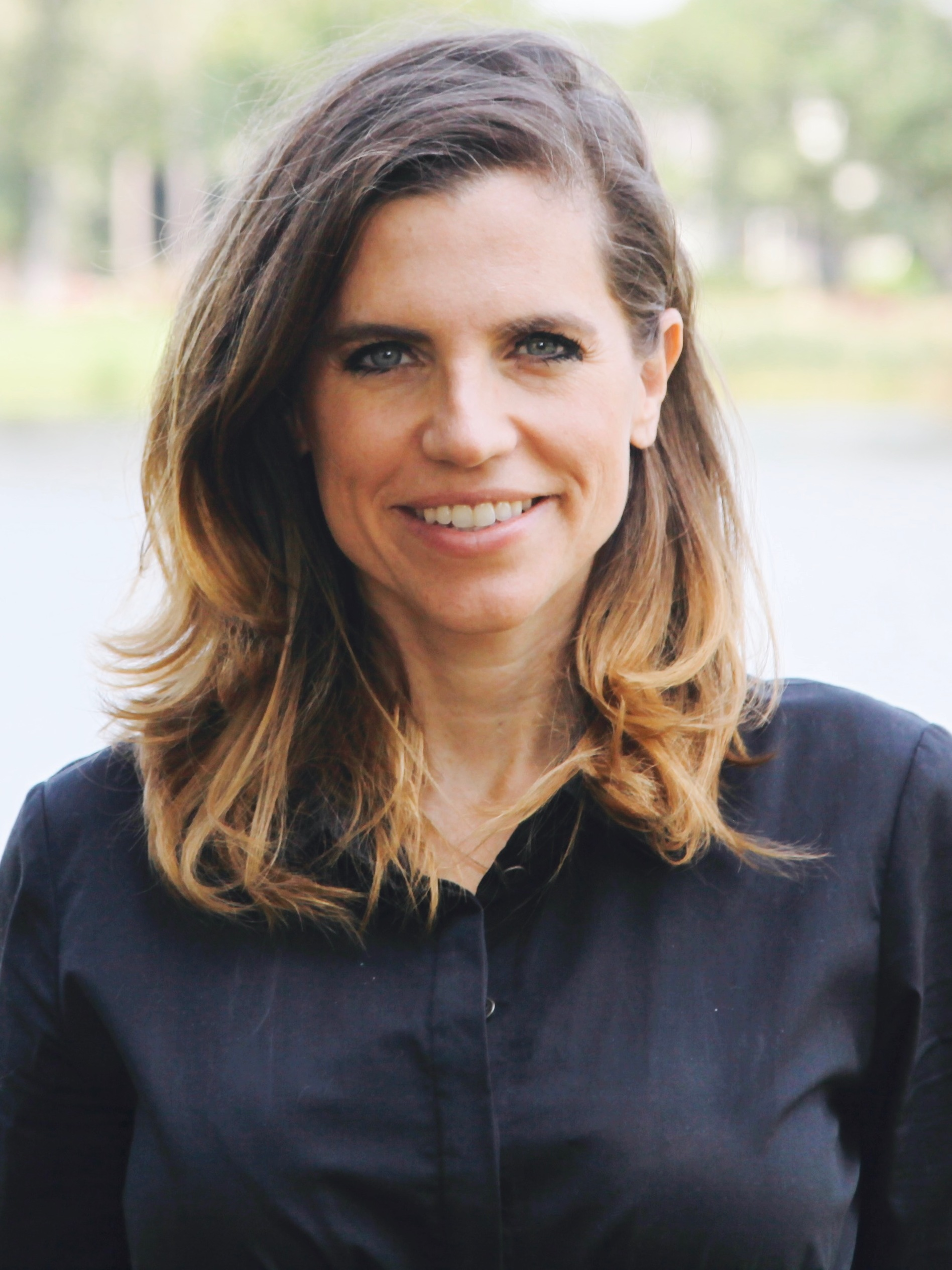
2017年的梅斯

2017年9月18日，梅斯以共和黨人的身份申請參加南卡羅來納州議會第99區席位的補選，該席位由詹姆斯·梅里爾空出，梅里爾在就數起道德違規行為提出起訴和認罪協議後於當月早些時候辭職。她在11月14日的共和黨初選中獲得了49.5%的選票，距離徹底贏得提名還差13票。在11月28日的決選中，她以63-37%擊敗了第二名、芒特普萊森特鎮議員馬克·史密斯（Mark Smith）。
梅斯在2018年1月16日大選中以2,066票對1,587 票（57%–43%）擊敗民主黨候選人辛迪·博特賴特（Cindy Boatwright）。她於2018年1月23日就職。
2019年，梅斯倡導將強姦和亂倫行為排除在南卡羅來納州議會通過的一項為期六週的墮胎禁令法案之外。在州議會大廈的一次演講中，梅斯透露她在16歲時被強姦。
梅斯共同發起了一項法案，反對在南卡羅來納州海岸進行海上鑽探和她反對總統特朗普在南卡羅來納州海灘提供石油鑽探租賃的計劃。
南卡羅來納州自然保護選民對梅斯反對海上鑽探和地震測試的投票記錄給予了100%的終身評價。南卡羅來納州增長俱樂部授予梅斯2019年納稅人英雄獎。
2020年5月，州長亨利·麥克馬斯特簽署了梅斯的監獄改革法案成為法律，該法案結束了監獄中孕婦的束縛。

### 聯邦眾議員

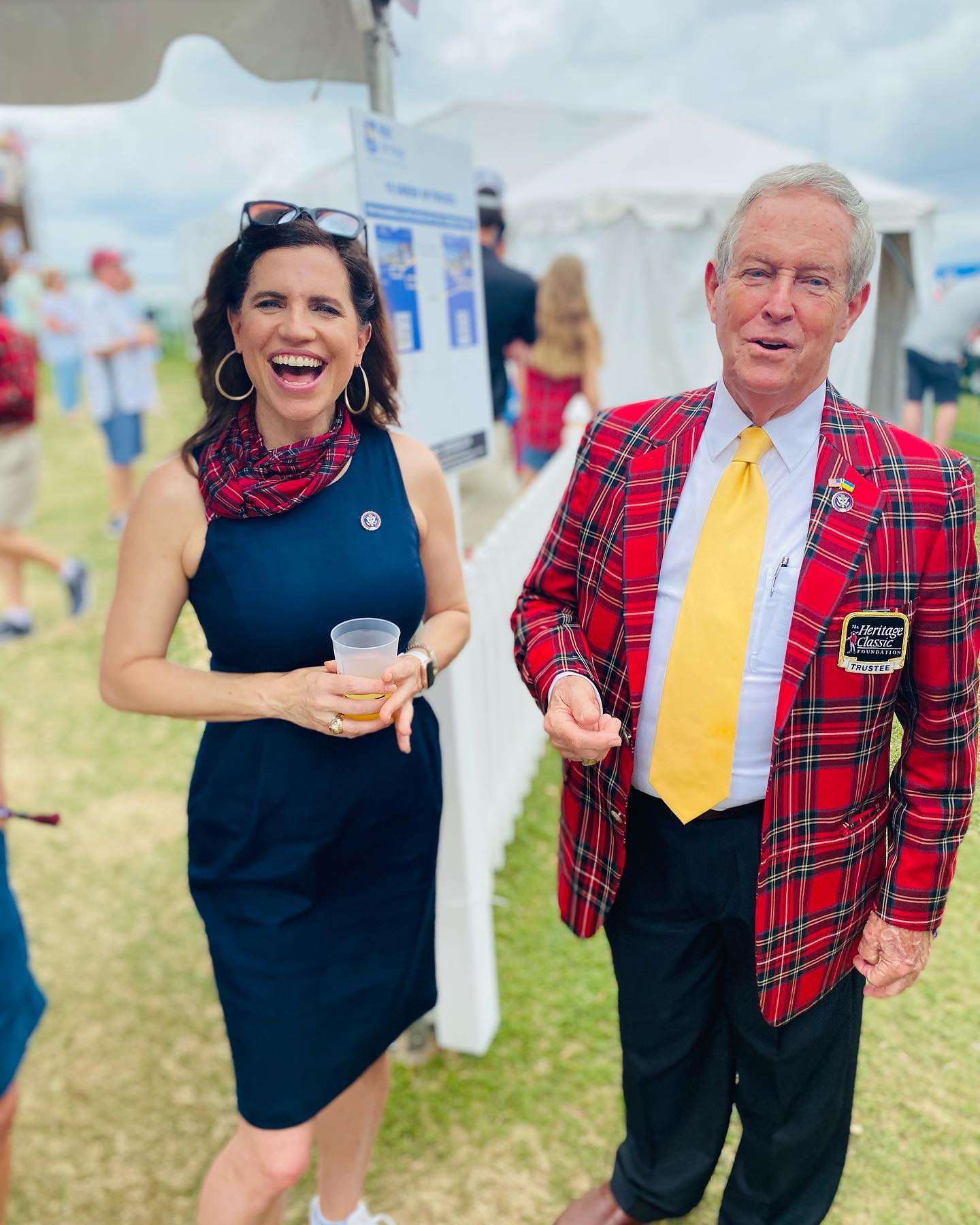
梅斯和喬·威爾森（2022年）

2019年6月，梅斯宣布她將尋求南卡羅萊納州第一國會選區的共和黨提名，當時的代表是民主黨議員喬·坎寧安，坎寧安在2018年出人意料地贏得了該席位。她以57.5%的得票率贏得了共和黨初選。梅斯的競選重點是禁止南卡羅來納州海岸的海上鑽探並恢復南卡羅來納州低地國家的經濟。她聲稱坎寧安正在海軍陸戰隊尋求跨性別平等，她聲稱這將關閉帕里斯島海軍陸戰隊新兵基地。
在2020年美國眾議院選舉中，梅斯擊敗了坎寧安。她於2021年1月3日上任就任聯邦眾議員。梅斯沒有投票彈劾川普，但她批評他在2021年1月6日国会山骚乱中所扮演的角色。因此，川普在2022年中期選舉共和黨初選中支持前南卡羅來納州眾議員凱蒂·阿靈頓角逐梅斯的國會席位，梅斯仍然擊敗了阿靈頓。她於2022年美國眾議院選舉擊敗了民主黨候選人連任。
梅斯與所有其他參議院和眾議院共和黨人一起投票反對2021年美國救援方案法。
2023年10月2日，眾議院通過了一項名為《MACE法案》的網路安全法案，旨在實現聯邦網路安全工作要求的現代化。該法案由梅斯提出，也是眾議院議長凱文·麥卡錫領導下通過的最後一項法案。梅斯的立法人員以她的名字命名該法案，作為對梅斯自我的一個玩笑。10月3日，梅斯投票贊成罷免共和黨同僚麥卡錫的眾議院議長職務 。梅斯表示，「麥卡錫沒有貫徹她的立法，以解決該國強姦工具包積壓的問題，擴大節育的範圍，通過平衡預算修正案，並建立一個在發生大規模槍擊事件時通知人們的警報系統”。
2024年4月，梅斯提出了《防止動物虐待和浪費法案》（PAAW法案）。該法案「阻止美國國家衛生院（NIH）進行或支持任何對貓狗造成嚴重疼痛和困擾的研究」。它還「要求NIH和美國政府問責署辦公室向國會提交報告，詳細說明NIH資助的狗和貓實驗、其成本以及NIH逐步淘汰這些實驗的評估。

#### 台灣共和國
梅斯與其他四名美國代表和17名國會工作人員於2021年11月24日訪問台灣，在社交媒體發文表示「剛剛落地在台灣共和國」。梅斯向之後CNN證實，她的推文措辭「100%」是故意的。她說她發推文「台灣共和國」是為了表達她對台灣人民的聲援，“他們對我們的經濟和世界各地的經濟都很重要，我們希望確保他們的民主和自由受到保護。”

#### 保護女性私人空間法（英语：Protecting Women's Private Spaces Act）
2024年11月18日，梅斯在眾議院提出一項法案，禁止跨性別者使用生理性別以外的洗手間，被認為是針對新當選的跨性別眾議員莎拉·麦克布莱德。梅斯將麦克布莱德描述為“一個試圖強迫自己進入女性空間的生理男性”和一個“穿裙子的男人”，後來又說道“一個穿裙子的男人認為他與我平等，這是一種冒犯」，並證實麥克布萊德「絕對」是她法案的目標。梅斯在與記者交談時宣布，她將“拼盡全力”將麥克布萊德排除在國會大廈的女廁之外。此法案亦禁止麥克布萊德使用「中性廁所」，題為「禁止眾議院議員、官員和僱員使用除與其生理性別相對應的設施以外的單一性別設施以及用於其他目的。」 共和黨議員瑪麗·米勒和馬特·羅森代爾共同贊助了她的法案。兩天后，梅斯宣布了一項新的決議，禁止「生理男性進入所有聯邦財產的女性空間」。
梅斯的法案獲眾議院議長邁克·約翰遜支持。此後不久，約翰遜頒布了具有相同效果的禁令

## 外部連結
- C-SPAN內的頁面（英文）
- 南希·梅斯在互联网电影资料库（IMDb）上的資料（英文）